# Germânia (personificação)

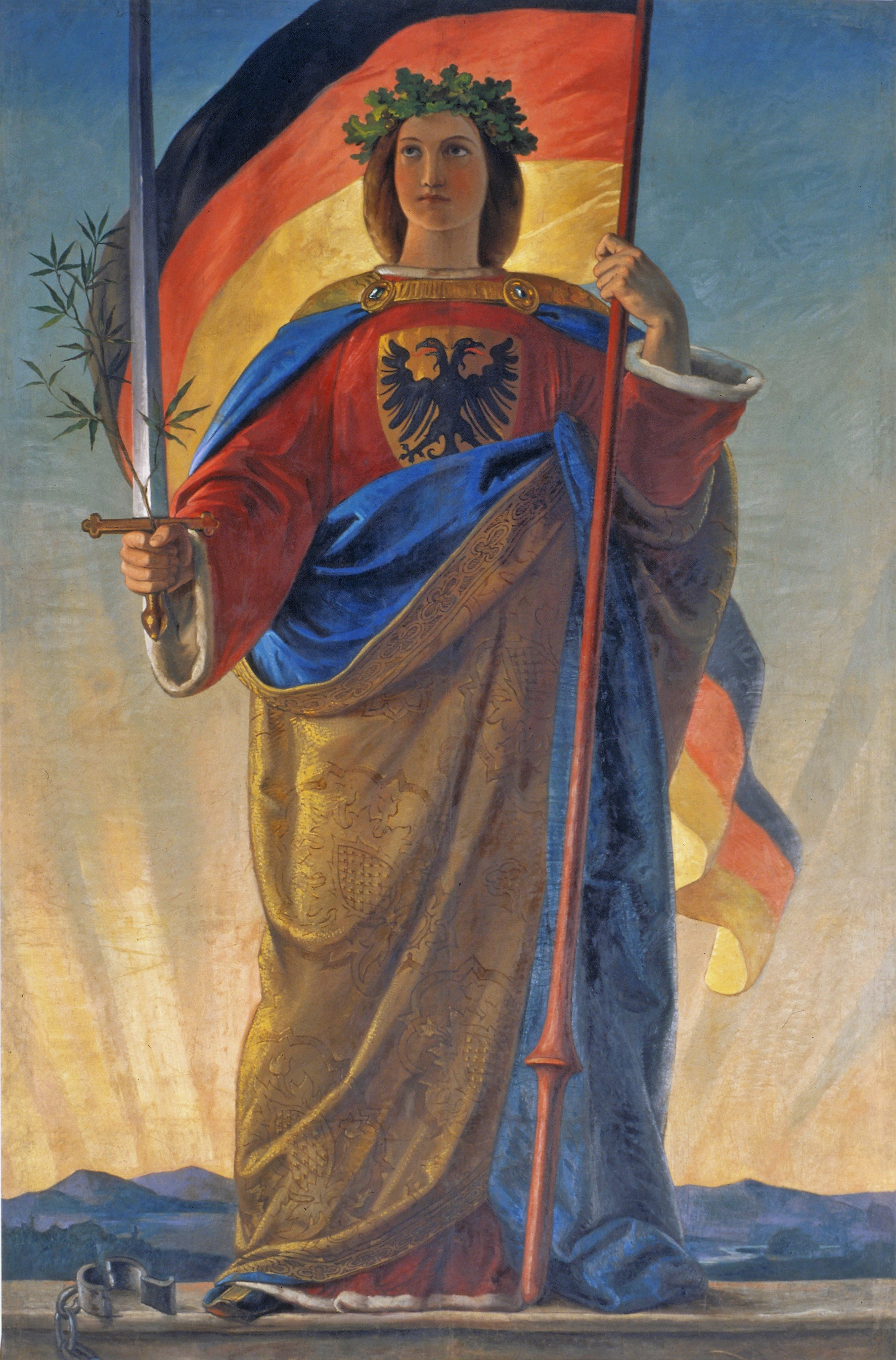
Germânia (1848) de Philipp Veit

Germânia é personificação da nação alemã. É particularmente associada ao século XIX, ao Romantismo e às Revoluções de 1848, apesar de ter sido utilizada, mais tarde, também pela Alemanha Imperial.
Já no Império Romano uma figura feminina personificava o território conhecido como Germânia. Nos moedas de ouro (áureos) cunhados na época do imperador  Domiciano (81–96), por exemplo, a Germânia aparece degradada, com o peito nu, de luto, sentada sobre seu escudo e com a lança quebrada — uma alusão à vitória romana sobre os catos, povo germânico do alto Weser. No mesmo período, os sestércios apresentavam outros motivos, como o tropaion, com a inscrição Germania Capta ('Germânia  conquistada').

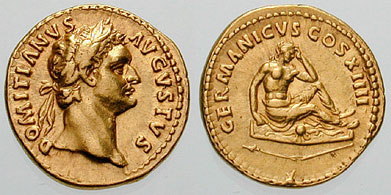
Áureo (88–89 d.C.), com a Germania sentada sobre o escudo e a lança quebrada.